# Сидро-Вули (Вашингтон)
Сидро-Вули (енгл. Sedro-Woolley) град је у америчкој савезној држави Вашингтон. По попису становништва из 2010. у њему је живело 10.540 становника.

## Демографија
Према попису становништва из 2010. у граду је живело 10.540 становника, што је 1.882 (21,7%) становника више него 2000. године.
| Група             | 2000.         | 2010.         |
| Белци             | 7.663 (88,5%) | 8.475 (80,4%) |
| Афроамериканци    | 22 (0,3%)     | 34 (0,3%)     |
| Азијати           | 70 (0,8%)     | 150 (1,4%)    |
| Хиспаноамериканци | 626 (7,2%)    | 1.474 (14,0%) |
| Укупно            | 8.658         | 10.540        |